# Puya angelensis
Puya angelensis är en gräsväxtart som beskrevs av Elvira Angela Gross och Werner Rauh. Puya angelensis ingår i släktet Puya och familjen Bromeliaceae. IUCN kategoriserar arten globalt som starkt hotad. Inga underarter finns listade i Catalogue of Life.